# Eduard Alexandrowitsch Bassurin

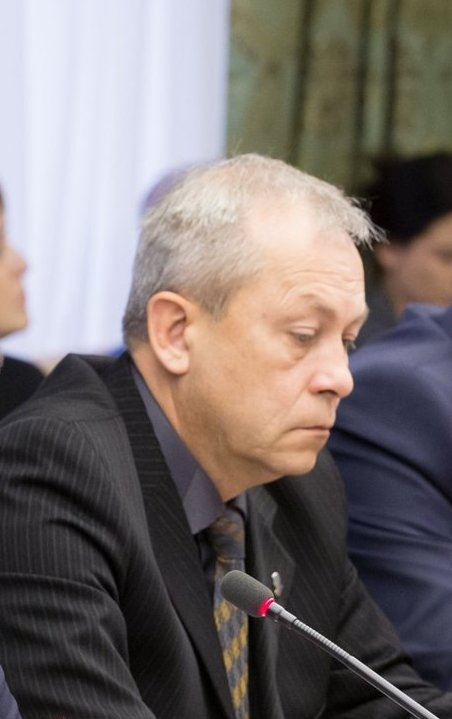
Eduard Bassurin

Eduard Alexandrowitsch Bassurin (russisch Эдуард Александрович Басурин; ukrainisch Едуа́рд Олекса́ндрович Басу́рін Eduard Oleksandrowytsch Basurin; * 27. Juni 1966 in Donezk, Ukrainische Sozialistische Sowjetrepublik, UdSSR) ist ein Politiker und seit Herbst 2014 militärischer Anführer der selbstproklamierten Volksrepublik Donezk (VD).

## Biographie
Bassurin absolvierte 1987 die Donezker Höhere Militärpolitische Schule für Technische- und Kommunikationstruppen. Nach der Ausbildung setzte er seine militärische Laufbahn noch bis 1997 fort.
Zwischen 1997 und 2002 arbeitete er als Leiter eines Unternehmens für die Produktion von PVC-Folien. Von 2006 bis 2010 war Bassurin bei einer anderen Firma, die ebenfalls auf die Herstellung von PVC-Kunststoffen spezialisiert war, tätig.
Im Juli 2014 nahm Bassurin eine aktive politische Tätigkeit als stellvertretender Kommandant der Sondereinheit „Kalmius“ in der international nicht-anerkannten VD auf. Im Herbst desselben Jahres bestätigte der Volksrat der VD die Kandidatur von Bassurin für die Position des stellvertretenden Korpskommandanten des Verteidigungsministeriums der abtrünnigen Republik.
Seit Januar 2015 fungiert Bassurin als inoffizieller Pressesprecher des Militärkommandos der VD. Bei den Pressekonferenzen berichtet er vor allem über den Verlauf der Kampfhandlungen auf dem Territorium der VD.
Am 16. Februar 2015 wurde Bassurin auf die Sanktionsliste der Europäischen Union gesetzt.